# Roetgen
Roetgen es un municipio localizado en el oeste de Alemania, dentro del estado federado de Renania del Norte-Westfalia. Está situado al sureste de Aquisgrán, en la región natural de Eifel y en una posición fronteriza con Bélgica.

## Historia

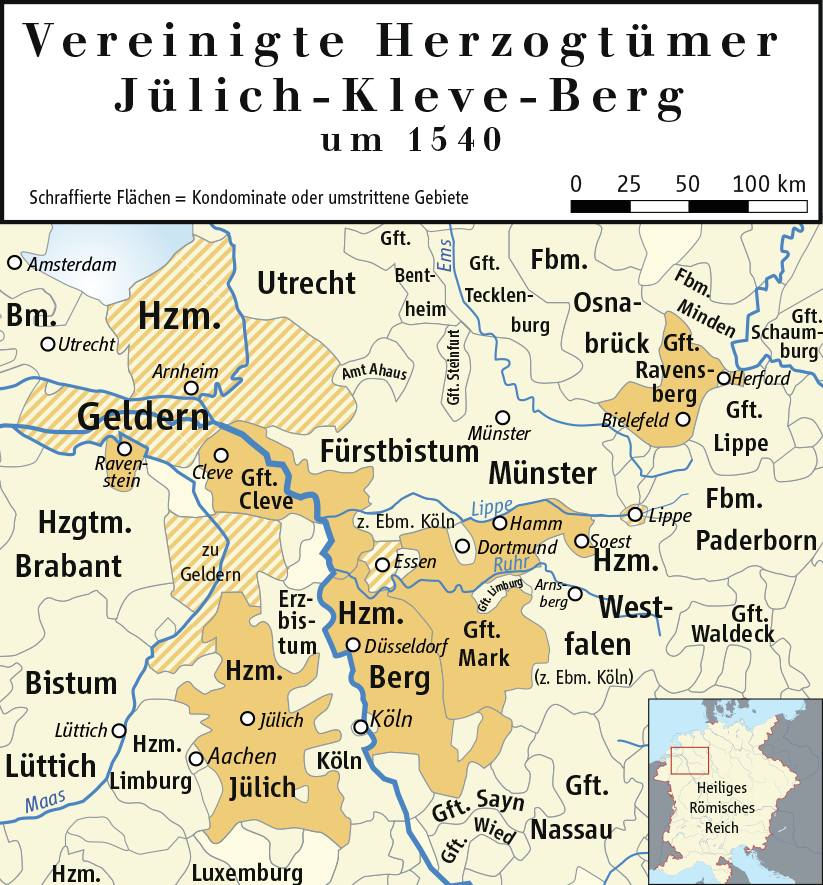
Roetgen formó parte del ducado de Jülich, uno de los componentes de Sacro Imperio Romano Germánico.

El término de Roetgen fue habitado durante el periodo romano y por él discurrían varias calzadas. A esta época se remonta el asentamiento más antiguo que se situaba en la actual pedanía de Mulartshütte donde se explotaba un yacimiento de hierro.
La primera mención de Roetgen se encuentra en un documento de 1430 que describía el derecho de sucesiones en el área del arroyo Vichtbach. Para el año 1502/1503 se incluyen varias viviendas dentro de una lista de contribuyentes para el área forestal de Monschau (denominada entonces como Montjoie) dentro del ducado de Jülich. Tras la finalización de la guerra de los Treinta Años en 1656, la localidad se componía de 27 casas donde vivían unas 150 personas.
La población permaneció incluida en el distrito de Monschau dentro del citado ducado de Jülich hasta la ocupación francesa en 1801 en que dicho distrito fue transformado en el cantón de Monschau y asignado al departamento del Ruhr. Tras este periodo y por acuerdo en el congreso de Viena la región de Eifel fue anexada a Prusia hasta la creación del Imperio Alemán en 1871. En 1816 Roetgen se juntó con la vecina Rott en un único ayuntamiento y en 1934 se les unió Zweifall donde se incluía Mulartshütte.
Durante el periodo final del siglo XIX y el inicial del siglo XX, Roetgen fue unida a Aquisgrán mediante ferrocarril y se construyó la presa Dreilägerbachtalsperre.
La I Guerra Mundial significó la pérdida para Alemania de territorios en favor de Bélgica lo que provocó que Roetgen quedara como localidad fronteriza con este país. En la posterior contienda, la localidad fue la primera que el ejército estadounidense conquistó en Alemania lo que hizo que su nombre apareciese en la noticia publicada por el New York Times.
Roetgen y los otros pueblos incluidos en el municipio quedaron separados administrativamente hasta que en 1969 se volvieron a unir. En 1972 Zweifall sin Mulartshütte se segregó manteniéndose la última dentro de la comuna.

## Territorio

Situación de Roetgen dentro del distrito de Aquisgrán.

El territorio municipal de Roetgen abarca una superficie de 3902 ha de las que 2895 ha corresponden a la propia Roetgen y el resto a las dos pedanías del municipio.
El casco urbano, en sí, ocupa unas 266 ha. El área cultivada es pequeña: 490 ha (17%) y el bosque, con 2015 ha, ocupa la mayor parte del término (70%). Varios arroyos discurren por su territorio entre los que cabe destacar el Vichtbach con sus afluentes Lensbach y Dreilägerbach.  Sobre este último se levanta la presa Dreilägerbachtalsperre que abastece de agua potable al municipio y buena parte de la región. Al norte de este pantano se sitúa el parque natural de Struffelt, un área protegida de brezal y turbera con 117 ha. El término limita con los siguientes municipios:
| Noroeste: Aquisgrán        | Norte: Stolberg | Noreste: Stolberg |
| Oeste: Aquisgrán y Bélgica |                 | Este: Simmerath   |
| Suroeste Bélgica           | Sur: Bélgica    | Sureste: Bélgica  |

Para el término de Roetgen se da la circunstancia de que está atravesado —incluido su casco urbano— por una antigua vía de ferrocarril (llamada Vennbahn), hoy convertida en ruta ciclista, cuya soberanía corresponde a Bélgica y que, por tanto, es un enclave de este país dentro de Alemania.
La densidad de población es ligeramente inferior al resto de Alemania: 219 habitantes/km² frente a 230 hab/km². El casco urbano se compone principalmente de casas unifamiliares y adosadas. El porcentaje de viviendas en edificios con más de tres unidades es bajo, solo del 5%.
La localidad está situada en la región de Eifel donde, debido a su altitud, rige un clima continental dentro del área de clima oceánico del noroeste de Europa. Está caracterizado por una mayor oscilación térmica anual así como nieves y heladas durante el invierno. Los valores climáticos medios de la estación meteorológica de Aquisgrán situada a 20 km son los siguientes:
| Parámetros climáticos promedio de estación de Aquisgrán    | Parámetros climáticos promedio de estación de Aquisgrán | Parámetros climáticos promedio de estación de Aquisgrán | Parámetros climáticos promedio de estación de Aquisgrán | Parámetros climáticos promedio de estación de Aquisgrán | Parámetros climáticos promedio de estación de Aquisgrán | Parámetros climáticos promedio de estación de Aquisgrán | Parámetros climáticos promedio de estación de Aquisgrán | Parámetros climáticos promedio de estación de Aquisgrán | Parámetros climáticos promedio de estación de Aquisgrán | Parámetros climáticos promedio de estación de Aquisgrán | Parámetros climáticos promedio de estación de Aquisgrán | Parámetros climáticos promedio de estación de Aquisgrán | Parámetros climáticos promedio de estación de Aquisgrán |
| Mes                                                        | Ene.                                                    | Feb.                                                    | Mar.                                                    | Abr.                                                    | May.                                                    | Jun.                                                    | Jul.                                                    | Ago.                                                    | Sep.                                                    | Oct.                                                    | Nov.                                                    | Dic.                                                    | Anual                                                   |
| ---------------------------------------------------------- | ------------------------------------------------------- | ------------------------------------------------------- | ------------------------------------------------------- | ------------------------------------------------------- | ------------------------------------------------------- | ------------------------------------------------------- | ------------------------------------------------------- | ------------------------------------------------------- | ------------------------------------------------------- | ------------------------------------------------------- | ------------------------------------------------------- | ------------------------------------------------------- | ------------------------------------------------------- |
| Temp. máx. media (°C)                                      | 4.6                                                     | 5.7                                                     | 8.9                                                     | 12.7                                                    | 17.3                                                    | 20.1                                                    | 21.9                                                    | 21.9                                                    | 18.9                                                    | 14.7                                                    | 8.7                                                     | 5.5                                                     | 13.4                                                    |
| Temp. mín. media (°C)                                      | 0.1                                                     | 0.2                                                     | 2.4                                                     | 4.6                                                     | 8.5                                                     | 11.4                                                    | 13.1                                                    | 13.1                                                    | 10.9                                                    | 7.8                                                     | 3.6                                                     | 1.1                                                     | 6.4                                                     |
| Lluvias (mm)                                               | 62.2                                                    | 56.6                                                    | 66.4                                                    | 63.2                                                    | 74.9                                                    | 82.2                                                    | 79.8                                                    | 75.8                                                    | 59.2                                                    | 63                                                      | 71.9                                                    | 73.1                                                    | 828.3                                                   |
| Días de lluvias (≥ 1.0 mm)                                 | 13                                                      | 11                                                      | 12                                                      | 12                                                      | 12                                                      | 12                                                      | 11                                                      | 10                                                      | 9                                                       | 9                                                       | 12                                                      | 13                                                      | 136                                                     |
| Horas de sol                                               | 52.7                                                    | 72.8                                                    | 111.6                                                   | 144                                                     | 192.2                                                   | 183                                                     | 198.4                                                   | 189.1                                                   | 147                                                     | 120.9                                                   | 66                                                      | 46.5                                                    | 1533                                                    |
| Fuente: Wetterkontor (valores para el periodo 1961 a 1990) |                                                         |                                                         |                                                         |                                                         |                                                         |                                                         |                                                         |                                                         |                                                         |                                                         |                                                         |                                                         |                                                         |

## Población
| Hombres | Edad     | Mujeres |
| ------- | -------- | ------- |
| 3,95    | 75 y más | 4,89    |
| 5,28    | 65-75    | 6,06    |
| 6,81    | 55-65    | 6,74    |
| 9,15    | 45-55    | 8,63    |
| 6,26    | 35-45    | 7,18    |
| 3,90    | 25-35    | 4,37    |
| 6,14    | 15-25    | 5,30    |
| 7,57    | 0-15     | 7,77    |

El censo de 2011 registró que en el total del municipio vivían 8527 individuos los cuales se distribuían: 6153 en Roetgen, 1672 en Rott y 469 en Mulartshütte.
De las 6153 personas que se asentaban en Roetgen 3019 eran hombres y 3134 mujeres. Habitualmente, 562 personas vienen a trabajar diariamente a Roetgen mientras 1652 personas parten de la población para ejercer sus actividades en otras localidades.
Para el total del municipio de Roetgen, un 4% de las personas son extranjeras, menor porcentaje que el 9% que se da tanto en el total regional como en el nacional. Dentro del ámbito religioso, un 76% de los habitantes se declaran cristianos (60% católicos y 16% evangélicos) mientras que un 24% profesan otras religiones o no siguen ninguna. El porcentaje de cristianos es superior al total regional, donde son un 68% (41% católicos y 27% evangélicos) y al nacional, con un 59% (30% católicos y 29% evangélicos).
|      | Elecciones de 2013 al Bundestag Distribución de votos en el municipio de Roetgen |            |
| Logo | Formación política                                                               | % de votos |
|      | CDU – Unión Demócrata Cristiana                                                  | 33,75 %    |
|      | SPD – Partido Socialdemócrata de Alemania                                        | 23,57 %    |
|      | Alianza 90/Los Verdes                                                            | 13,29 %    |
|      | Die Linke (La Izquierda)                                                         | 8,27 %     |

Las familias con hijos representan el 48%, más que el total regional del 41%. Las familias monoparentales son el 10%, algo inferior al regional del 12%. Los hogares donde viven son de mayor tamaño que en el resto de la región: un 67% tienen más de 100 mt2 y un 31% son superiores a 140 mt2. Para el total de Renania del Norte, las viviendas de más de 100 mt2 son el 34%, porcentaje que se reduce al 12% para las mayores de 140mt2.
En cuanto a simpatías políticas, en las elecciones nacionales del año 2013, la CDU (Unión Demócrata Cristiana) fue el partido más votado con un 33,75% de los votos.

## Comunicaciones

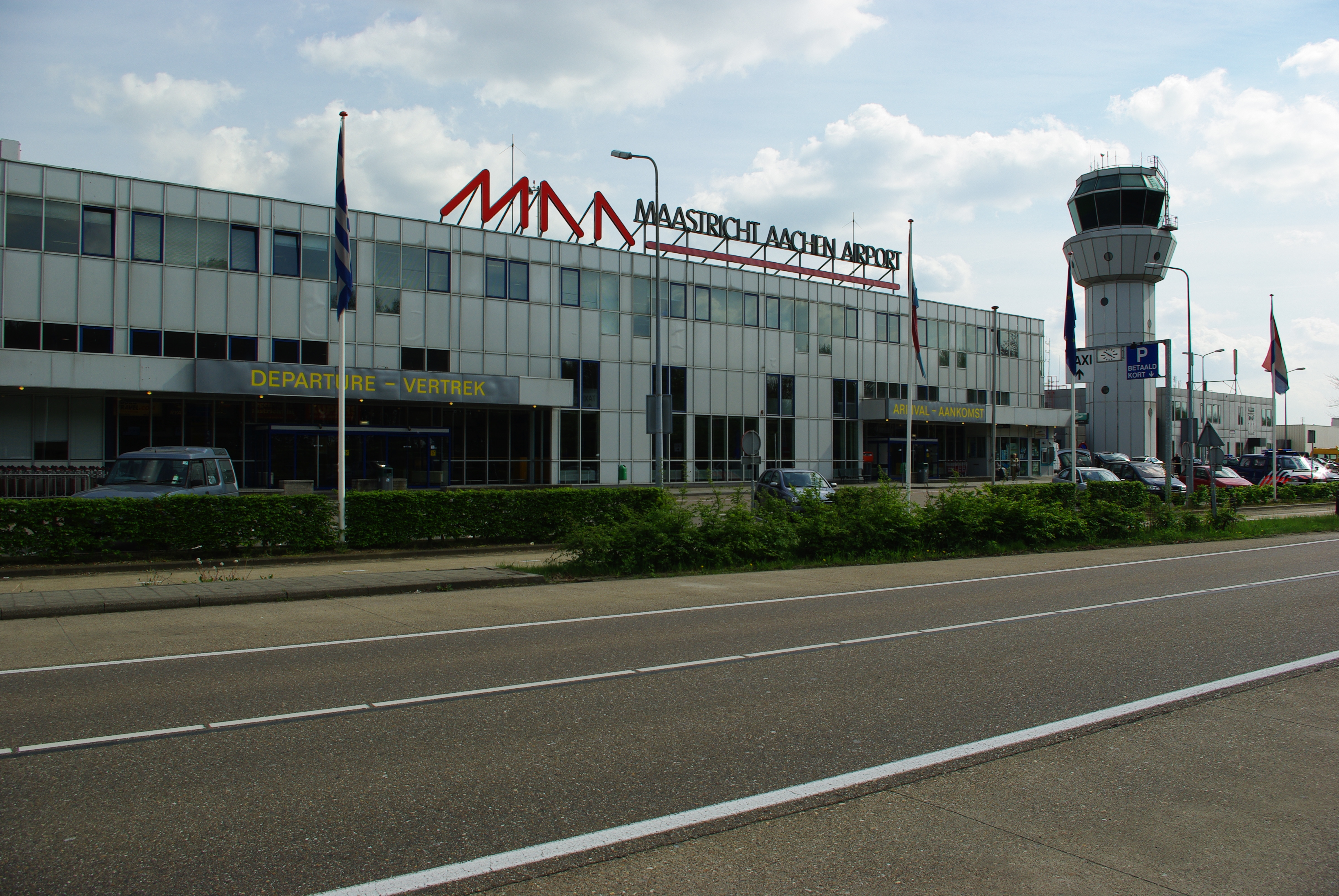
El aeropuerto de Maastricht Aquisgrán, a 66 km, es el más cercano a Roetgen.

La principal carretera que atraviesa Roetgen es la Bundesstraße B258 (Mayen-Aquisgrán) que le permite la conexión con Aquisgrán y la autopista A44 al noroeste así como con las poblaciones vecinas de Simmerath y Monschau al sureste. La carretera regional L238 la comunica con Rott y Mulartshütte en el norte. Las denominadas Roetgener Strasse y Vennstrasse las conectan hacia el oeste con las poblaciones belgas de Raeren y Eupen respectivamente
No tiene comunicación por tren. Las estación más cercana se sitúa en Aquisgrán a 20 km. De la localidad, desde un total de siete paradas, parten autobuses que permiten viajar a esta estación y a las localidades vecinas.
Los aeropuertos más cercanos son Maastrich-Aquisgrán a unos 66 km, Lieja a 69 km,  Colonia/Bonn a 98 km y Düsseldorf a 112 km.

## Economía
| Lugar de trabajo de los habitantes de Roetgen (2011)         | Personas | %      |
| ------------------------------------------------------------ | -------- | ------ |
| Habitantes que trabajan en la misma localidad                | 1914     | 52,3 % |
| Habitantes que trabajan otras localidades                    | 1652     | 45,1 % |
| Habitantes en situación de desempleo                         | 93       | 2,5 %  |
| Total población activa                                       | 3659     | 100 %  |
|                                                              |          |        |
| Ocupación de los puestos de trabajo en Roetgen (2011)        | Puestos  | %      |
| Puestos ocupados por personas que viven en la localidad      | 1914     | 77,3 % |
| Puestos ocupados por personas que viven en otras localidades | 562      | 22,7 % |
| Total puestos de trabajo                                     | 2476     | 100 %  |

La población activa de Roetgen la componen 3659 personas de las que un 45 % desarrollan su trabajo fuera de la localidad. Los puestos de trabajo, por su parte, son 2476 de los que un 23 % son ocupados por personas que viven en otras localidades y acuden diariamente a la localidad para trabajar. Esto es algo habitual en la región de Eifel, especialmente en el área norte donde dos tercios de los trabajadores se desplazan a otra población para desarrollar su labor.
La población del total del municipio (Roetgen, Rott y Mulartshütte) goza de un buen nivel económico en comparación con el resto del país. Los ingresos medios anuales de los habitantes obligados a pagar impuestos son de 44 189 euros, un 29 % superiores a la media de Alemania que se sitúa en 31 500 euros. La tasa media de impuestos que pagan es del  19,9 % mientras que la media alemana es del 17,4 %.

## Infraestructuras sociales y asociaciones

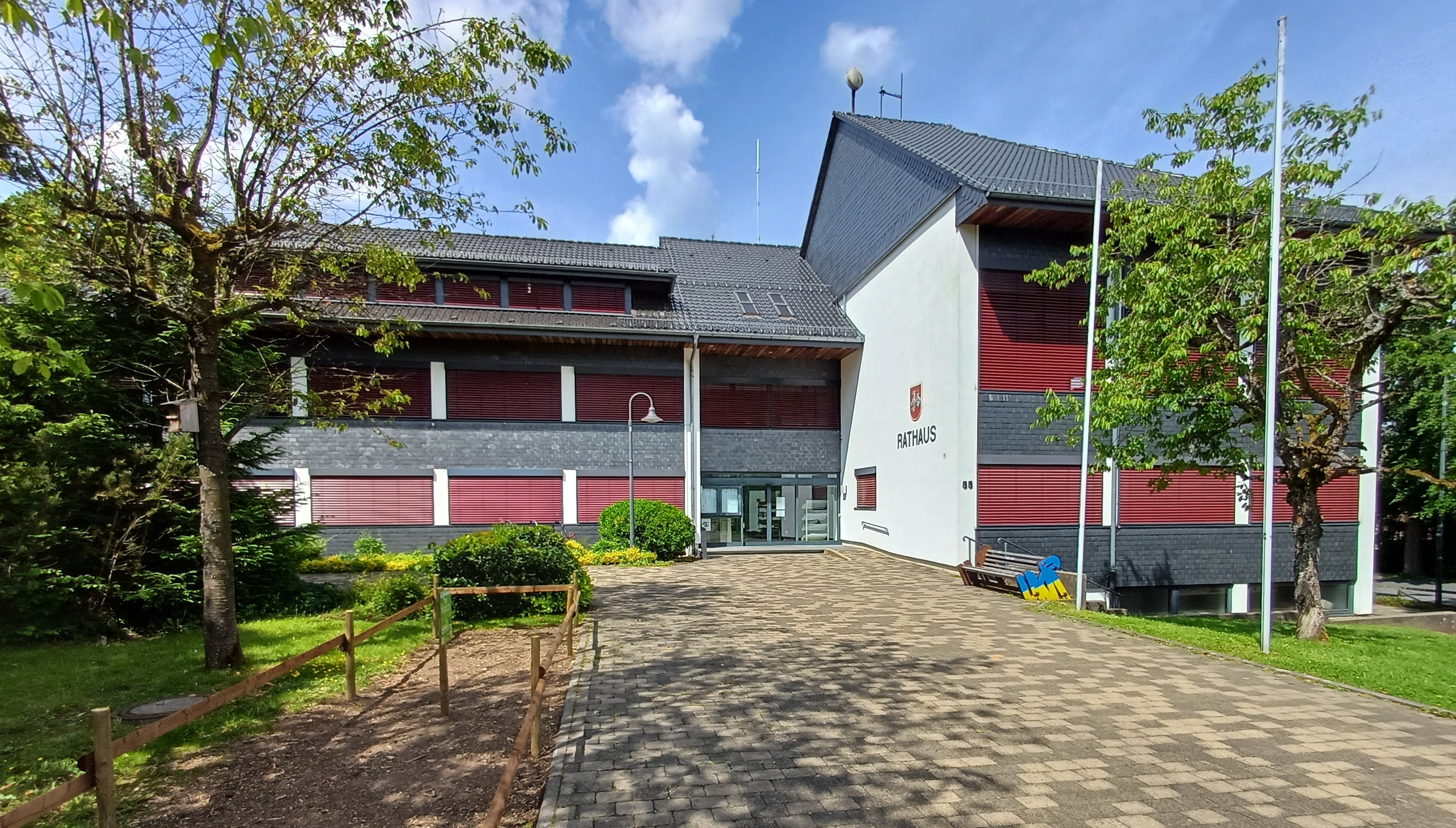
Ayuntamiento de Roetgen.

La localidad cuenta con cinco escuelas infantiles para atender las necesidades de sus habitantes. El sistema público ofrece una escuela para la educación primaria pero para la secundaria los estudiantes tienen que acudir a la vecina Monschau. También existe una colegio privado que ofrece educación secundaria y bachillerato así como educación para adultos.
En el ámbito sanitario, los hospitales más próximos se sitúan en Simmerath y Aquisgrán a 11 y 20 km respectivamente. Cuenta con una farmacia que da servicio a Roetgen y sus dos pedanías. También existen en la localidad una delegación de la Cruz Roja y dos residencia para ancianos.
En Roetgen existe una delegación de la policía que abre algunas horas los martes y jueves. La comisaría principal en la zona está situada en Stolberg a 13 km. Cuenta con un equipo de bomberos voluntarios formado por más de 50 personas (hombres y mujeres) que disponen de estación y seis vehículos a la vez que mantiene una sección juvenil donde se entrenan los futuros miembros.
En el ámbito religioso, los que siguen la confesión católica disponen de la iglesia de St. Hubertus mientras que los de la evangélica tienen una construida en 1782. En el deportivo, la localidad cuenta con su propio equipo de fútbol, el FC Roetgen, fundado en 1913 que tiene varias divisiones e instalaciones propias. Además tiene un club de atletismo, el TV Roetgen, creado en 1894 —con divisiones de bádminton; balomano; ciclismo; lucha; voleibol; gimnasia—
así como un club de tenis.
Los habitantes de Roetgen cuentan con un buen número de asociaciones que cubren un amplio abanico de actividades: un club de radioaficionados; una delegación del Club de Eifel (Eifelverein); una coral evangélica y otra católica; un club de amigos del caballo islandés; una comparsa de carnaval; una hermandad de defensa o Schützenbruderschaft (fundada en 1893); un club de cultura; una orquesta de mandolinas; un motor-club; un ateneo musical; un grupo de scouts; una asociación para la promoción del turismo; un club de ajedrez; un grupo de amigos del teatro así como una filarmónica.

## Construcciones destacadas

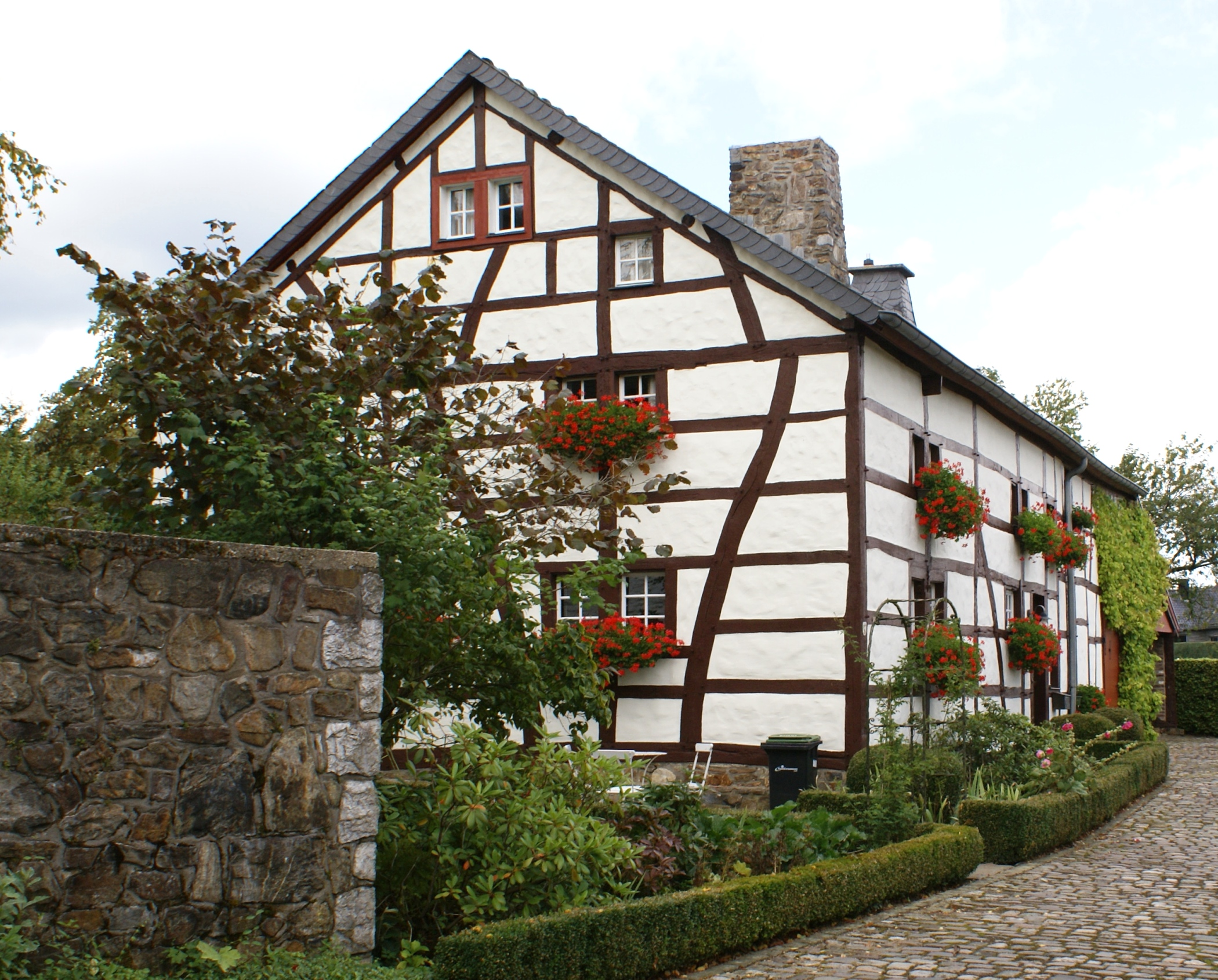
Casa en la Hauptstrasse, 21 protegida como bien cultural (Denkmal).

Roetgen cuenta con más de treinta y cinco  construcciones o elementos señalados como bienes culturales protegidos o Denkmal.
Estos elementos protegidos son principalmente viviendas, antiguas granjas y elementos religiosos. Están distribuidos en la localidad de la siguiente manera: 
Bundestrasse: un miliario y cinco viviendas.
Hauptstrasse: la iglesia católica, una capilla mariana, tres elementos religiosos y ocho viviendas.
Kalfstrasse: una granja.
Keusgasse: una vivienda, un taller y una granja.
Carretera L238: un almacén de la línea Sigfrido.
Lammerskreuzstrasse: un taller y una granja.
Mühlenstrasse: una vivienda.
Offermannstrasse: un taller.
Postweg: una casa de postas, una granja y un edificio
Rommelweg: un elemento religioso y una vivienda.
Rosentalstrasse: una iglesia evangélica y la vivienda del pastor.
Schwerzfelder Strasse: una granja
Vogelsangstrasse: una granja
Wilhelmstrasse: una vivienda.
Wintergrünstrasse: una vivienda

## Turismo

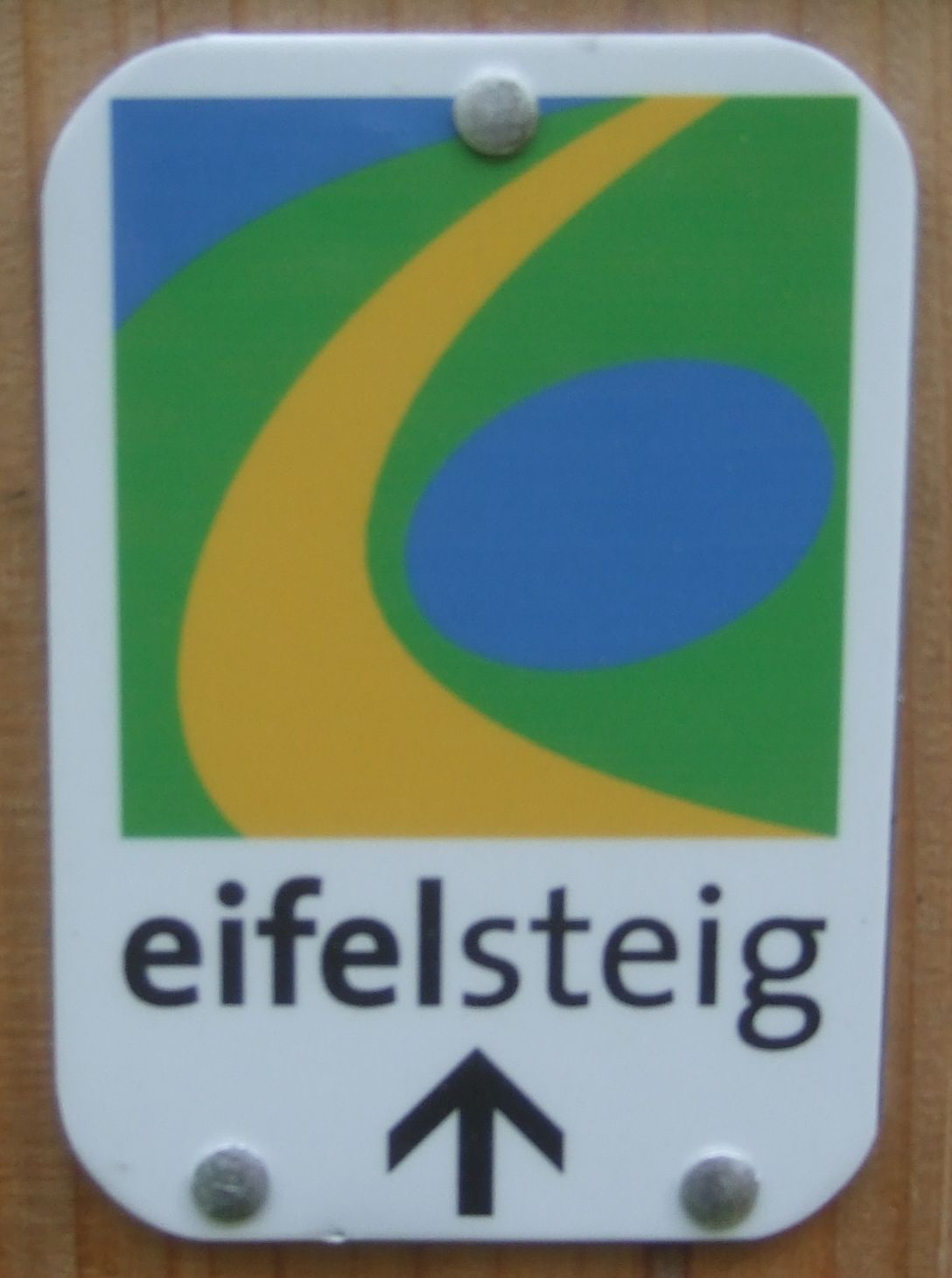
Cartel indicador de la ruta de senderismo Eifesteig

La localidad cuenta con infraestructura para atender a los que deciden visitarla. Tiene tres hoteles, ocho restaurantes, un área de acampada, siete cabañas-refugio en varios lugares de su término así como siete carteles con información turística.
Entre el público que acude a Roetgen destacan los senderistas ya que la localidad es la primera parada de la ruta denominada Eifelsteig que recorre, durante más de 300 km, la región desde Aquisgrán hasta Tréveris y es una de las más notables de Alemania.
A esta ruta principal se añaden otras pequeñas rutas locales y de corta distancia que pasan por la población.